# Małgorzata Bonikowska
Małgorzata Monika Bonikowska (ur. 11 lutego 1970) – polska politolożka, nauczycielka akademicka i doradca rządowy, doktor nauk humanistycznych. Specjalistka ds. stosunków międzynarodowych (szczególnie Unii Europejskiej i państw członkowskich UE).
Od maja 2013 prezes Centrum Stosunków Międzynarodowych –  think tanku specjalizującego się w polityce zagranicznej. Wykłada w Centrum Europejskim Uniwersytetu Warszawskiego, w Akademii Finansów i Biznesu Vistula i na uczelni im. Korczaka. Jest współzałożycielką i prezeską ośrodka dialogu i analiz THINKTANK. Zasiadała w radzie programowej Instytutu Lecha Wałęsy.

## Wykształcenie
Ukończyła studia na Uniwersytecie Warszawskim (italianistyka), paryskiej Sorbonie (historia i nauki polityczne), PWST (historia kultury – dyplom z wyróżnieniem) oraz dwa programy studiów doktoranckich – w Scuola Superiore di Studi Storici RSM oraz w Szkole Nauk Społecznych Polskiej Akademii Nauk). W 1998 uzyskała stopień doktora nauk humanistycznych, nostryfikowany na Wydziale Historii Uniwersytetu Mikołaja Kopernika w Toruniu. W latach 1996–1997 była stypendystką Polsko-Amerykańskiej Komisji Fulbrighta na Uniwersytecie Columbia w Nowym Jorku (Wydział Nauk Politycznych oraz SIPA – School of International and Public Affairs). Od 1997 wykłada w szkołach wyższych, prowadzi projekty edukacyjne i badawcze. Pełniła m.in. funkcje dyrektora Centrum Europejskiego i prorektora ds. międzynarodowych Wyższej Szkoły Zarządzania i Prawa w Warszawie.

## Kariera zawodowa
Po studiach pracowała jako dziennikarz w Telewizji Polskiej (1995–98) oraz we włoskiej firmie komunikacyjnej AIPA. Od 1998 kierowała Centrum Informacji Europejskiej w Urzędzie Komitetu Integracji Europejskiej. Przygotowała i realizowała Program Informowania Społeczeństwa o integracji Polski z UE, a także tworzyła sieć Regionalnych Centrów Informacji Europejskiej. Była doradczynią szefa UKIE, odbyła szkolenia m.in. w Duńskiej Szkole Administracji Państwowej, fińskim i norweskim MSZ. W latach 2001–2008 pracowała jako ekspertka w Programie Informacji i Komunikacji Komisji Europejskiej w Polsce i kierowała nim w Bułgarii. Doradczyni Ministra Pracy i Ministra Zdrowia. W latach 2008–2016 doradczyni Dyrektora Centrum Rozwoju Zasobów Ludzkich przy Ministerstwie Pracy i Polityki Społecznej. Współpracowała z Ministerstwem Spraw Zagranicznych i Ministerstwem Rozwoju Regionalnego.
W roku 2009 współtworzyła ośrodek dialogu i analiz THINKTANK. Ponadto, przygotowała i realizowała Program Informowania Społeczeństwa o integracji Polski z UE. Zasiadała w radzie programowej Instytutu Lecha Wałęsy. W 2013 objęła funkcję prezeski Centrum Stosunków Międzynarodowych. Komentuje politykę europejską i sprawy międzynarodowe w mediach polskich i zagranicznych.

## Publikacje
- Integracja Polski z Unią Europejską - Co każdy Polak wiedzieć powinien (współautor), Wydawnictwo KPRM, Warszawa 1999.
- Przedsiębiorstwo w drodze do UE (współautor), INFOR, Dodatek do Prawa Przedsiębiorcy, nr 43/2003.
- Media wobec przemocy (współautor), Zeszyty Naukowe i Dydaktyczne, Wyższa Szkoła Komunikowania i Mediów Społecznych, Warszawa, maj 2002.
- Polska i Unia Europejska przed referendum akcesyjnym - skutki traktatu akcesyjnego” (współautor), Wydawnictwo WSH Pułtusk, luty 2003.
- Przedsiębiorstwo w drodze do UE (współautor), INFOR, Dodatek do Prawa Przedsiębiorcy, nr 43/2003.
- Polityka UE w stosunku do małych i średnich przedsiębiorstw – porady dla przedsiębiorców polskich, Społeczna Wyższa Szkoła Przedsiębiorczości i Zarządzania w Łodzi, Studia i Monografie, nr 8, 2003, str. 159-176.
- Fundusze unijne dla przedsiębiorców, INFOR, Poradnik Gazety Prawnej, Warszawa 2004.
- Polak w UE (współautor),  INFOR, Dodatek do Prawa Przedsiębiorcy nr 18/2004.
- Podręcznik zarządzania projektami miękkimi w kontekście Europejskiego Funduszu Społecznego (współredaktor), Ministerstwo Rozwoju Regionalnego, Warszawa 2006, ISBN 8360047189.
- Przyszłość UE i polityka państw członkowskich w kontekście nowej perspektywy finansowej 2007-13”, w: Unia Europejska Bliżej, Fundacja Centrum Stosunków Międzynarodowych, Warszawa 2006, str. 29-35.
- Media w wyzwania XXI wieku (redaktor), Wydawnictwo TRIO, Warszawa 2009.
- Republika Południowej Afryki bez Mandeli, Fundacja Centrum Stosunków Międzynarodowych, Warszawa, grudzień 2013.
- Polska i Indie: czy połączy nas energia i węgiel? Fundacja Centrum Stosunków Międzynarodowych, Warszawa, maj 2014.
- India after the elections: Inspirations for Europe, Fundacja Centrum Stosunków Międzynarodowych, Warszawa, czerwiec 2014.
- The Scottish referendum: Lessons for the EU and the UK, Fundacja Centrum Stosunków Międzynarodowych, Warszawa, wrzesień 2014.
- Maroc: le Roi appelle l'Occident à l’objectivisme, Fundacja Centrum Stosunków Międzynarodowych, Warszawa, październik 2014.
- Cyber security - a problem for all of us? Strategies of the EU Member States in the face of challenges relating to access to online data, Fundacja Centrum Stosunków Międzynarodowych, Warszawa, październik 2015.
- Le Sahara Occidental. Une autonomie avantageuse pour tous, Fundacja Centrum Stosunków Międzynarodowych, Warszawa, lipiec 2015.
- Le Maroc: de grands investissements publics confortent le développement la stabilité et la regionalization, Fundacja Centrum Stosunków Międzynarodowych, Warszawa, listopad 2015.
- ASEAN is building a common market, Fundacja Centrum Stosunków Międzynarodowych, Warszawa, grudzień 2015.
- Indyjski Północny Wschód. Studium przypadku, Fundacja Centrum Stosunków Międzynarodowych, Warszawa, grudzień 2015.
- „Go Africa": co dalej? Fundacja Centrum Stosunków Międzynarodowych, Warszawa, marzec 2016.
- Poland: a Land of opportunities at the Heart of Europe, Fundacja Centrum Stosunków Międzynarodowych, Warszawa, marzec 2016.
- Iran: nowe perspektywy w relacjach z Polską, Fundacja Centrum Stosunków Międzynarodowych, Warszawa, marzec 2016.
- Morze Południowochińskie: serce potencjalnego konfliktu w Azji, Raport Centrum Stosunków Międzynarodowych. Warszawa, maj 2016.
- Hongkong i Chiny. Jeden kraj - dwa systemy, Fundacja Centrum Stosunków Międzynarodowych, Warszawa, listopad 2017.
- Przez Hongkong do Chin (współautor), Fundacja Centrum Stosunków Międzynarodowych, Warszawa, grudzień 2017.
- Poland: Overview of economic relations between Poland and China. Chinese investments in Poland, w: Comparing the Czech-Polish approach to China, PSS Prague i Fundacja Centrum Stosunków Międzynarodowych, styczeń 2018.
- Polska debata o przyszłości Europy (współautor), Przedstawicielstwo Komisji Europejskiej w Polsce, Warszawa, kwiecień 2018.
- Gra o Morze Południowochińskie. Raport, Fundacja Centrum Stosunków Międzynarodowych, Warszawa, lipiec 2018.
- Medialny analfabetyzm, Magazyn THINKTANK Nr 37, zima 2020. https://think-tank.pl/magazyn-thinktank-nr-37
- Czech Republic, w: Variations of Market Economy. Comparative Study of 16 Countries of the Region (współautor), Edited by Prof. Krzysztof Jasiecki. China-Central Eastern Europe Institute Budapest 2020.
- Slovakia, w: Variations of Market Economy. Comparative Study of 16 Countries of the Region (współautor), Edited by Prof. Krzysztof Jasiecki. China-Central Eastern Europe Institute Budapest 2020.
- Relacje Europa – Azja. Bilans czasu pandemii (współautor), Europe-Asia Review, Marzec 2021. https://csm.org.pl/relacje-europa-azja-bilans/
- Zdrowie obszarem strategicznym, Magazyn THINKTANK Nr 38, wiosna 2021 Zdrowie obszarem strategicznym - THINKTANK (think-tank.pl)
- Wojna o wpływy w siecie dopiero się rozkręca, Magazyn THINKTANK Nr 39, lato 2021. WOJNA O WPŁYWY W SIECI DOPIERO SIĘ ROZKRĘCA - THINKTANK (think-tank.pl)
- Przełamywanie barier, Magazyn THINKTANK Nr 40, Jesień 2021. Przełamywanie barier - THINKTANK (think-tank.pl)
- War in Europe. Ukraine fights for the West (współautor), Fundacja Centrum Stosunków Międzynarodowych, Warszawa, luty 2022.
- La Pologne face à la guerre en Ukraine, Terranova. 12 kwietnia 2022. La Pologne face à la guerre en Ukraine | Terra Nova (tnova.fr)
- Kryzys: czas transformacji firm, THINKTANK Review Nr 44, Jesień 2022. Kryzys: czas transformacji firm - THINKTANK (think-tank.pl).
- Bhutan i Bangladesz. Idee poprawiające kapitalizm, THINKTANK Review Nr 49, Zima 2024, Bhutan i Bangladesz. Idee poprawiające kapitalizm.